# پول مفت (فیلم ۲۰۱۰)
پول مفت (سوئدی: Snabba cash) یک فیلم در سبک اکشن و درام به کارگردانی دنیل اسپینوزا است که در سال ۲۰۱۰ منتشر شد. از بازیگران آن می‌توان به یوئل کینامان، ماتیاس وارلا، درگومیر مرسیک، لیزا هنی، و فارس فارس اشاره کرد.

## دنباله سازی
- پول مفت ۲: جان‌سخت (۲۰۱۲)
- پول مفت ۳: زندگی لوکس (۲۰۱۳)